# Domek z kart (film 1993)
Domek z kart (ang. House of Cards) – amerykański dramat psychologiczny z 1993 roku.

## Fabuła
Państwo Matthews są archeologami, podróżują po świecie z dwójką dzieci: kilkuletnią Sally i nieco starszym od niej Michaelem. Podczas jednej z wypraw do Ameryki Południowej ginie ojciec dzieci, matka decyduje się kilka miesięcy później wrócić z dziećmi do domu w USA. Wkrótce po przyjeździe Sally zaczyna dziwnie się zachowywać. Zamyka się w sobie, całymi godzinami wpatruje się w księżyc. Pamięta bowiem dobrze słowa starego Indianina, który po śmierci ojca pocieszał ją, że ten nie umarł, tylko zamieszkał na niebie i spogląda na nią z "księżycowej kołyski". Mówił też, że pewne rzeczy można zrozumieć i zobaczyć jedynie wtedy, gdy się milczy. Dziewczynka przestaje więc się odzywać. Milczy w domu i w szkole, godzinami wpatrując się w podarowane jej przez starego Maja indiańskie laleczki. Nauczyciele i opiekujący się Sally psycholog, Jake Beerlander, podejrzewają u niej początki autyzmu. Matka, Ruth, stanowczo odrzuca taką diagnozę. Pamięta, że córeczka była zawsze wyjątkowo żywa i rozgadana, mówiła zresztą w trzech językach, w tym w języku Majów. Początkowo próbuje bagatelizować jej dziwne reakcje, później przypisuje jej zachowanie rozpaczy po śmierci ojca, nagłej zmianie miejsca pobytu, trudnościom z odnalezieniem się Sally w nowym środowisku. Nie wie jednak, jak temu zaradzić. Kiedy dziewczynka, wspiąwszy się na budowlany dźwig, o mało nie ginie, a Ruth, oskarżona o zaniedbanie, niemal nie zostaje pozbawiona prawa do opieki nad nią, dla wszystkich staje się jasne, że sprawa jest poważna. Ruth zwraca uwagę na wspaniałą, ogromną budowlę z kart wzniesioną przez Sally. Intuicja podpowiada jej, że w tym tkwi klucz do dziwnego zachowania dziewczynki. Postanawia zrobić wszystko, aby wejść w jej świat i wreszcie nawiązać z nią z kontakt.

## Obsada
- Kathleen Turner – Ruth Matthews
- Tommy Lee Jones – Jake Beerlander
- Asha Menina – Sally Matthews
- Shiloh Strong – Michael Matthews
- Esther Rolle – Adelle
- Park Overall – Lillian Huber
- Michael Horse – palacz
- Jacqueline Cassell – Gloria Miller